# Groenvoorziening

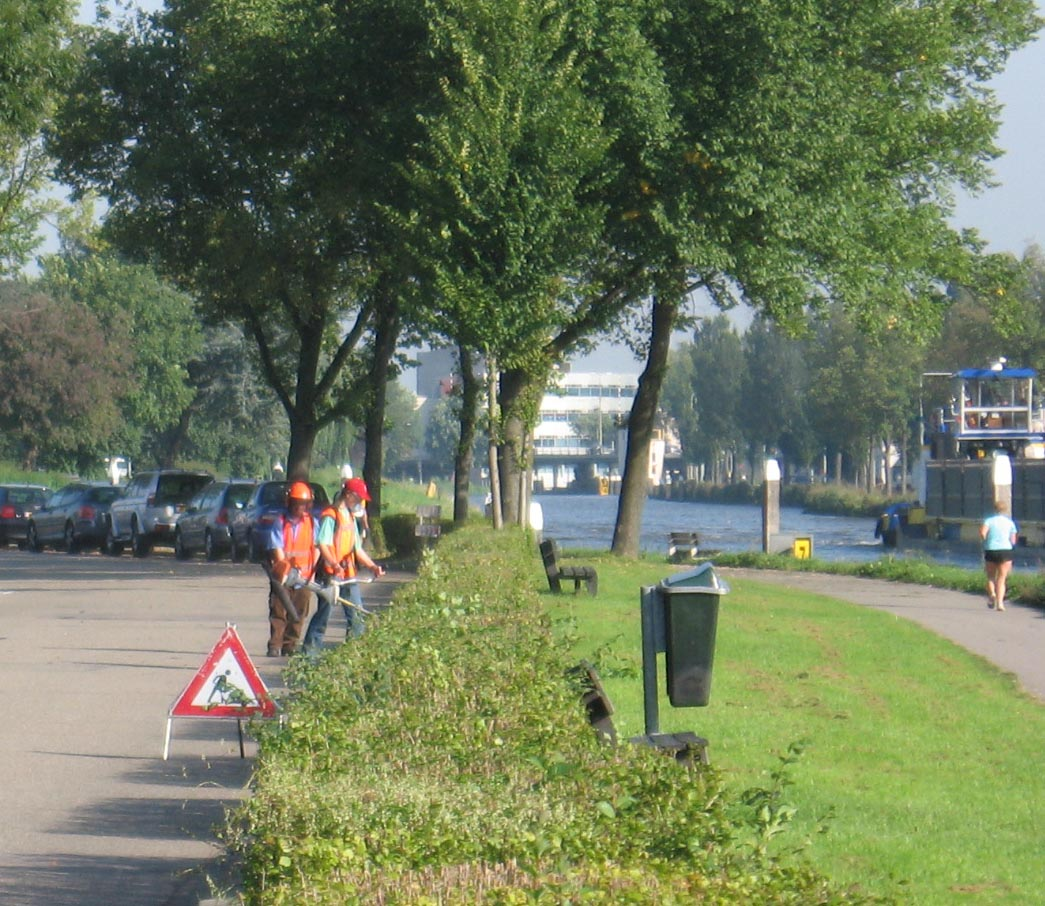
Onderhoud gemeentelijke groenvoorzieningen in Rijswijk

Groenvoorzieningen is het geheel van de aanplant in een gebied dan wel het aanbrengen of voorzien van groen. Bij zo'n gebied kan het gaan om tuinen, parken, bossen, natuurterreinen, attractieparken of het buitengebied. Vaak betreft het openbaar groen. Groenvoorzieningen zijn een ecosysteemdienst, een dienst die door een ecosysteem aan mensen wordt geleverd.
Veel groenvoorzieningen worden aangelegd en onderhouden in opdracht van gemeenten, waterschappen provincies of het rijk (bijvoorbeeld Rijkswaterstaat). Het gaat dan meestal om laanbeplanting, wegbermen, parken en plantsoenen. Ook terreinbeherende organisaties als de provinciale landschappen en Staatsbosbeheer geven wel opdracht aan gespecialiseerde bedrijven om groenvoorzieningen aan te leggen of te onderhouden.
De werkzaamheden worden uitgevoerd door hoveniers of andere groenvoorzieners die zich met ontwerp, aanleg en onderhoud van groen bezighouden. 
Deze uitvoerders werken samen met uiteenlopende organisaties zoals boomkwekers en instellingen voor sociale werkvoorziening of zorginstellingen.